# Uganda Cricket Association
Die Uganda Cricket Association (UCA; Swahili Shirikisho la Kriketi Uganda) ist der nationale Dachverband für Cricket in Uganda. Der im Jahr 1952 gegründete Verband hat seinen Sitz in Kampala. Seitdem vertritt er Uganda beim Weltverband International Cricket Council (ICC) als Associate Member und beim Kontinentalverband Africa Cricket Association (ACA).

## Geschichte
Die Gründung des Verbandes Uganda Cricket Association (UCA) erfolgte im Jahr 1952 und 1998 wurde er Associate Member des International Cricket Council (ICC). Im selben Jahr trat der ugandische Verband dem Kontinentalverband Africa Cricket Association (ACA) bei.

## Aufgabe
Die Uganda Cricket Association stellt die Uganda vertretenden Cricket-Nationalmannschaften, einschließlich der für die Männer, Frauen und Jugend, zusammen. Der Verband ist außerdem verantwortlich für die Durchführung von T20I-Serien gegen andere Nationalmannschaften sowie die Organisation von Heimspielen und -turnieren. Neben der Aufstellung des Teams ist er verantwortlich für den Kartenverkauf, der Gewinnung von Sponsoren und der Vermarktung der Medienrechte.
Daneben organisiert der Verband das Kinder- und Jugend-Cricket in Uganda. Wie andere Cricketnationen verfügt Uganda über U-19-Nationalmannschaften für Jungen und Mädchen, die an den entsprechenden Weltmeisterschaften (Jungen und Mädchen) teilnehmen.
Der Verband organisiert auch den nationalen Spielbetrieb. So betreibt er zusammen mit Kenia den East Africa Cup und die East Africa Premier League.

## Logo
Der Spitzname der ugandischen Cricket-Nationalmannschaft ist Cricket Cranes, nach dem Südafrika-Kronenkranich (Balearica regulorum), dem Nationalvogel des afrikanischen Landes. Das Logo der Uganda Cricket Association zeigt deshalb einen Südafrika-Kronenkranich.